# Freek Janssen
Freek Janssen (Neerbeek, 12 april 1990) is een Nederlandse handbalkeeper.

## Biografie
Janssen doorliep de jeugdopleiding bij BFC, waar hij uiteindelijk ook in het eerste team ging spelen dat uitkwam in de eredivisie. Toen in 2008 de Limburg Lions werd gevormd, ging Janssen enige tijd later zich ook toevoegen aan het talententeam. Binnen enige jaren kwam hij ook uit in het eerste team van Limburg Lions. In het seizoen 2015/2016 ging Janssen mee (als derde keeper) naar de Champions League in Bosnië en Herzegovina waar het kwalificatietoernooi plaatsvond. In 2016 keerde Janssen weer terug naar BFC. Eigenlijk stopte Janssen al in 2018 met zijn spelerscarrière, maar begon een jaar later weer bij het spelen bij het eerste team van BFC. In 2020 stopte Janssen definitief met zijn spelerscarrière en werd keeperstrainer van het eerste herenteam van BFC. Door een langdurige blessuren bij Jordi Govaarts, die op dat moment bij BFC speelde. Heeft Janssen terug in de goal, om naast Dani Lemmens het Beekse goal te verdedigen.